# Ngụy biện khái quát hóa có khiếm khuyết
Trong logic và lập luận, một sự khái quát hóa có khiếm khuyết (hay tổng quát hóa có khiếm khuyết - faulty generalization), cũng giống như việc chứng minh bài toán bằng ví dụ cụ thể trong toán học, là một dạng ngụy biện phi hình thức (informal fallacy). Ở dạng ngụy biện này, người ngụy biện đưa ra kết luận khái quát hóa về tất cả hoặc đa số hiện tượng chỉ căn cứ trên cơ sở là một hoặc một vài hiện tượng đơn lẻ. Đây là một trường hợp của ngụy biện nhảy đến kết luận (jumping to conclusions).  
Ví dụ: Một ai đó có thể đưa ra kết luận khái quát về tất cả mọi người hoặc tất cả thành viên trong một nhóm nào đó mà chỉ căn cứ trên những gì anh ta biết về một hoặc một vài người trong số đó:
- Khi một người gặp một người giận dữ từ một quốc gia nhất định X, anh ta có thể cho rằng hầu hết mọi người ở quốc gia X đều tức giận.
- Khi chỉ nhìn thấy thiên nga trắng, người ta có thể cho rằng tất cả thiên nga đều có màu trắng.

Trong ngôn ngữ triết học chính xác hơn, ngụy biện khái quát hóa có khiếm khuyết được gọi là ngụy biện quy nạp khiếm khuyết (fallacy of defective induction). Đây là một kết luận được đưa ra dựa trên cơ sở là những tiền đề yếu, hay một kết luận không được chứng minh bằng những chứng cứ đầy đủ và không thiên vị. Khác với ngụy biện về mức độ liên quan (fallacies of relevance), trong ngụy biện quy nạp khiếm khuyết, các tiền đề có liên quan đến kết luận, nhưng chỉ chống đỡ cho kết luận một cách yếu ớt và điều này dẫn đến sự tổng quát hóa sai. Bản chất của dạng ngụy biện do quy nạp này nằm ở việc đánh giá quá cao một lập luận trong khi lập luận này căn cứ trên lượng mẫu không đủ lớn.

## Logic
Ngụy biện khái quát hóa có khiếm khuyết thường có dạng sau:
Một tỷ lệ Q của mẫu có thuộc tính A.
Do đó, tỷ lệ Q của quần thể có thuộc tính A.
Một sự tổng quát hóa như vậy xuất phát từ tiền đề về một mẫu (thường không mang tính đại diện hoặc mang tính thiên vị), đến một kết luận về cả quần thể.
Khái quát hóa có khiếm khuyết cũng là một phương thức tư duy sử dụng kinh nghiệm về một hoặc một nhóm người, sau đó mở rộng nó sang người khác một cách sai lầm.

## Các loại ngụy biện khái quát hóa có khiếm khuyết
Ngụy biện khái quát hóa vội vã (hay tổng quát hóa vội vã - hasty generalization) là loại ngụy biện trong đó sự khái quát hóa chỉ căn cứ trên việc xem xét chỉ một hoặc một vài trường hợp đơn lẻ, hoặc nghiên cứu một trường hợp duy nhất rồi khái quát hóa nó lên như là đại diện điển hình của toàn bộ lớp đối tượng hay hiện tượng nào đó.
Ngược lại, ngụy biện quy nạp biếng nhác (slothful induction) là loại ngụy biện phủ nhận kết luận logic của một lập luận quy nạp, coi nó "chỉ là một sự trùng hợp ngẫu nhiên" trong khi rất có thể là không phải thế.
Ngụy biện ngoại lệ áp đảo (overwhelming exception) gần với sự khái quát hóa vội vã (hasty generalization), nhưng xuất phát từ phía bên kia. Nó là một sự khái quát hóa chính xác, nhưng đi cùng với những hạn chế giúp loại bỏ đủ các trường hợp (dưới dạng ngoại lệ); khiến cho những gì còn lại không gây ấn tượng nhiều như người ta tưởng.
Ngụy biện sử dụng các mẫu không điển hình (fallacy of unrepresentative samples) là ngụy biện trong đó kết luận được đưa ra dựa trên các mẫu không mang tính điển hình hoặc mang tính thiên vị.
Sự sống động gây hiểu lầm (misleading vividness) là một dạng khái quát hóa vội vã dựa trên sự khích động cảm giác của người nghe.
Sự đòi hỏi đặc biệt về thống kê (statistical special pleading) xảy ra khi việc diễn giải số liệu thống kê có liên quan được "xử lý" bằng việc tìm cách phân loại lại dữ liệu hoặc trưng dụng dữ liệu chỉ từ một phần kết quả, nhưng không áp dụng cùng một phương pháp giám sát cho các danh mục khác.

## Ngụy biện khái quát hóa vội vã
Ngụy biện khái quát hóa vội vã (hay tổng quát hóa vội vã - hasty generalization) là một dạng của ngụy biện khái quát hóa có khiếm khuyết, thường có dạng:
1. X đúng với A.
2. X đúng với B.
3. Do đó, X đúng với C, D, E, v.v.

Ví dụ, một người lần đầu tiên đi qua một thị trấn và nhìn thấy 10 người, tất cả đều là trẻ em, anh ta có thể đưa ra kết luận khái quát hóa một cách vội vã, và do đó có khiếm khuyết và có thể sai, rằng không có cư dân nào là người lớn ở trong thị trấn.
Tương tự như thế, một người xem xét dãy số tự nhiên lẻ đầu tiên và quan sát thấy: số 1 là số chính phương; số 3 là số nguyên tố; số 5 là số nguyên tố; số 7 là số nguyên tố; số 9 là một số chính phương; số 11 là số nguyên tố và số 13 là số nguyên tố. Từ quan sát đó, người ấy đưa ra khẳng định khái quát rằng tất cả các số lẻ đều là số nguyên tố hoặc số chính phương, trong khi trên thực tế, ngay số 15 đã là một ví dụ bác bỏ khẳng định nói trên.